# Ersu Şaşma
Ersu Şaşma (ur. 30 września 1999 w Mersin) – turecki lekkoatleta specjalizujący się w skoku o tyczce.

## Życiorys
Karierę międzynarodową rozpoczął od sezonu 2016, w którym wziął udział w mistrzostwach Europy juniorów młodszych w Tbilisi, zajmując 14. miejsce w kwalifikacjach. Rok później wystartował w mistrzostwach Europy juniorów, podczas których zajął 21. miejsce w kwalifikacjach. W 2018 roku wystąpił w mistrzostwach świata juniorów w Tampere i z wynikiem 5,10 metra, nie uzyskał awansu do finału, zajmując 13. miejsce w kwalifikacjach. W następnym sezonie, wziął udział w młodzieżowych mistrzostwach Europy, nie zaliczając żadnej wysokości. W sezonie halowym 2021, awansował do finału i zajął 5. miejsce podczas halowych mistrzostw Europy w Toruniu. W sezonie letnim wywalczył brązowy medal młodzieżowych mistrzostw starego kontynentu, a sezon 2021 zwieńczył udziałem w igrzyskach olimpijskich w Tokio. W olimpijskim konkursie skoku o tyczce, w kwalifikacjach uzyskał wynik 5,65 metra, który dał mu awans do olimpijskiego finału. W finale zaliczył w drugiej próbie 5,70 metra i zajął 10. pozycję. W 2022 roku brał udział w mistrzostwach świata w Eugene, zajmując 8. miejsce w finale oraz w mistrzostwach Europy w Monachium, odpadając w kwalifikacjach. Sezon 2023 rozpoczął od udziału w halowych mistrzostwach Europy w Stambule, w których zajął 11. miejsce w kwalifikacjach, nie awansując do rundy finałowej. W 2024 roku wywalczył brązowy medal seniorskich mistrzostw Europy oraz zajął piąte miejsce na igrzyskach olimpijskich w Paryżu. W kolejnym sezonie wystartował w halowych mistrzostwach Starego Kontynentu w Apeldoorn, gdzie w eliminacjach nie zaliczył żadnej wysokości, a w halowych mistrzostwach świata w Nankinie zajął szóstą pozycję.
Medalista igrzysk śródziemnomorskich, igrzysk solidarności islamskiej, mistrzostw krajów bałkańskich oraz halowych mistrzostw krajów bałkańskich. Reprezentował Turcję w drużynowych mistrzostwach Europy.
Mistrz Turcji oraz halowy mistrz Turcji.
Rekordy życiowe: stadion – 5,92 (27 lipca 2025, Berlin) rekord Turcji; hala – 5,90 (13 lutego 2025, Liévin oraz 15 lutego 2025, Roubaix) rekord Turcji.

## Rezultaty
| Rok  | Impreza                                  | Miejsce      | Pozycja           | Wynik |
| ---- | ---------------------------------------- | ------------ | ----------------- | ----- |
| 2016 | Mistrzostwa Europy juniorów młodsszych   | Tbilisi      | el. – 14. miejsce | 4,55  |
| 2017 | Mistrzostwa Europy juniorów              | Grosseto     | el. – 21. miejsce | 5,00  |
| 2018 | Mistrzostwa świata juniorów              | Tampere      | el. – 13. miejsce | 5,10  |
| 2018 | Mistrzostwa krajów bałkańskich           | Stara Zagora | 3. miejsce        | 5,00  |
| 2019 | Młodzieżowe mistrzostwa Europy           | Gävle        | el. –             | NM    |
| 2019 | I liga drużynowych mistrzostw Europy     | Sandnes      | 3. miejsce        | 5,41  |
| 2020 | Halowe mistrzostwa krajów bałkańskich    | Stambuł      | 1. miejsce        | 5,50  |
| 2021 | Halowe mistrzostwa krajów bałkańskich    | Stambuł      | 1. miejsce        | 5,60  |
| 2021 | Halowe mistrzostwa Europy                | Toruń        | 5. miejsce        | 5,70  |
| 2021 | I liga drużynowych mistrzostw Europy     | Kluż-Napoka  | 1. miejsce        | 5,65  |
| 2021 | Mistrzostwa krajów bałkańskich           | Smederevo    | 2. miejsce        | 5,60  |
| 2021 | Młodzieżowe mistrzostwa Europy           | Tallinn      | 3. miejsce        | 5,60  |
| 2021 | Igrzyska olimpijskie                     | Tokio        | 10. miejsce       | 5,70  |
| 2022 | Igrzyska śródziemnomorskie               | Oran         | 1. miejsce        | 5,75  |
| 2022 | Mistrzostwa świata                       | Eugene       | 8. miejsce        | 5,80  |
| 2022 | Igrzyska solidarności islamskiej         | Konya        | 1. miejsce        | 5,60  |
| 2022 | Mistrzostwa Europy                       | Monachium    | el. – 19. miejsce | 5,50  |
| 2023 | Halowe mistrzostwa Europy                | Stambuł      | el. – 11. miejsce | 5,55  |
| 2023 | I dywizja drużynowych mistrzostw Europy  | Chorzów      | 11. miejsce       | 5,45  |
| 2023 | Mistrzostwa świata                       | Budapeszt    | 12. miejsce       | 5,55  |
| 2024 | Halowe mistrzostwa świata                | Glasgow      | 10. miejsce       | 5,50  |
| 2024 | Mistrzostwa Europy                       | Rzym         | 3. miejsce        | 5,82  |
| 2024 | Igrzyska olimpijskie                     | Paryż        | 5. miejsce        | 5,85  |
| 2025 | Halowe mistrzostwa Europy                | Apeldoorn    | el. –             | NM    |
| 2025 | Halowe mistrzostwa świata                | Nankin       | 6. miejsce        | 5,80  |
| 2025 | II dywizja drużynowych mistrzostw Europy | Maribor      | 2. miejsce        | 5,50  |